# Pseudotropheus tropheops
Pseudotropheus tropheops es una especie de peces de la familia Cichlidae en el orden de los Perciformes.

## Subespecies
- Pseudotropheus tropheops gracilior (Trewavas, 1935
- Pseudotropheus tropheops romandi (Colombé, 1979
- Pseudotropheus tropheops tropheops (Regan, 1922

## Distribución geográfica
Es una especie  endémica del lago Malawi.